# Fred Basset
Fred Basset est une série télévisée d'animation britannique en 20 épisodes de 5 minutes, adaptée du comic strip éponyme d'Alex Graham et diffusée à partir du 1er juin 1976 sur la BBC.
En France, la série a été diffusée à partir d'octobre 1980 sur FR3 dans l'émission FR3 Jeunesse.

## Synopsis
Cette série met en scène les aventures de Fred, un basset hound à qui il ne manque que la parole, et de ses amis canins Fifi, un caniche et Jock, un terrier écossais.

## Épisodes
1. Out on a Limb
2. Dogged by Misfortune
3. Taking It Like A Champ
4. Eye to Eye
5. Pen Pals
6. Driven to Distraction
7. One Over Par
8. Wind Whistle
9. Dog House Blues
10. Lost and Found
11. Bone of Contention
12. House Bound
13. TV Break
14. Fearless Fred
15. Training Session
16. Morning After
17. Mysterious Powers
18. Lending a Hand
19. Puppies Tale
20. Pathfinder

## Autour de la série
- Lionel Jeffries prêtait sa voix à Fred Basset en version originale. Il était notamment apparu dans Passage à tabac, Camelot et Chitty Chitty Bang Bang dans les années 1960[1].